# Charles Grandison Rose

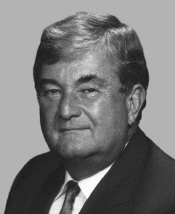
Charles Grandison Rose

Charles Grandison „Charlie“ Rose III (* 10. August 1939 in Fayetteville, North Carolina; † 3. September 2012 in Albertville, Alabama) war ein US-amerikanischer Politiker. Zwischen 1973 und 1997 vertrat er den Bundesstaat North Carolina im US-Repräsentantenhaus.

## Werdegang
Charlie Rose besuchte die öffentlichen Schulen seiner Heimat und danach bis 1961 das Davidson College. Nach einem anschließenden Jurastudium an der University of North Carolina in Chapel Hill und seiner 1964 erfolgten Zulassung als Rechtsanwalt begann er in Raleigh in diesem Beruf zu arbeiten. Zwischen 1967 und 1970 war er leitender Staatsanwalt im zwölften Gerichtsbezirk seines Staates. Politisch schloss sich Rose der Demokratischen Partei an. Bei den Kongresswahlen des Jahres 1972 wurde er im siebten Wahlbezirk von North Carolina in das US-Repräsentantenhaus in Washington, D.C. gewählt, wo er am 3. Januar 1973 die Nachfolge von Alton Asa Lennon antrat. Nach elf Wiederwahlen konnte er bis zum 3. Januar 1997 zwölf Legislaturperioden im Kongress absolvieren.
Während seiner Zeit als Kongressabgeordneter endete der Vietnamkrieg. Im Jahr 1974 wurde auch die Arbeit des Kongresses durch die Watergate-Affäre überschattet. Rose war von 1991 bis 1993 Vorsitzender des Joint Committee on Printing und von 1990 bis 1992 Präsident der Parlamentarischen Versammlung der NATO. Ebenfalls von 1991 bis 1995 führte er den Vorsitz im Committee on House Administration. Zwischenzeitlich war er auch Mitglied im Geheimdienst- und im Landwirtschaftsausschuss. Rose setzte sich besonders für die Interessen der Farmer ein.
1995 kandidierte er gegen Dick Gephardt als Minority Leader der demokratischen Fraktion, verlor aber mit 50:150 Stimmen. Im folgenden Jahr verzichtete er auf eine erneute Kongresskandidatur; danach zog er sich aus der Politik zurück.